# Louannec
Louannec (en bretó Louaneg) és un municipi francès, situat a la regió de Bretanya, al departament de Costes del Nord. L'any 2007 tenia 3.011 habitants. A l'inici del curs 2007 el 4,3% dels alumnes del municipi eren matriculats a la primària bilingüe. Des del 2006 hi ha una escola diwan.

## Demografia
| 1962                                       | 1968  | 1975  | 1982  | 1990  | 1999  |
| ------------------------------------------ | ----- | ----- | ----- | ----- | ----- |
| 1.076                                      | 1.170 | 1.619 | 2.191 | 2.195 | 2.384 |
| Des de 1962: població sense dobles comptes |       |       |       |       |       |

## Administració
| Període | Identitat    | Partit |
| ------- | ------------ | ------ |
| 2001-   | Jean Nicolas | PS     |

## Personatges lligats al municipi
- Sant Erwan (sant Iu) hi fou rector de 1292 a 1303
- Loeiz ar Floc'h (1909-1986), més conegut com a Maodez Glanndour, escriptor en bretó, també hi fou rector
- Madalen Saint-Gal de Pons, coneguda com a Benead, poetessa en bretó